# Jehuda Bauer
Jehuda Bauer (ur. 6 kwietnia 1926 w Pradze, zm. 18 października 2024) – izraelski historyk, badacz Holokaustu, urodzony w Czechosłowacji. Profesor badań nad Zagładą Żydów w Avraham Harman Institute of Contemporary Jewry na Uniwersytecie Hebrajskim w Jerozolimie.

## Życiorys
Urodził się w Pradze w czesko-niemieckiej rodzinie pochodzenia żydowskiego. Jego ojciec był syjonistą, cała rodzina wyemigrowała w 1939 do Izraela. W 1946 otrzymał brytyjskie stypendium z Cardiff University w Walii. Studia dokończył na Uniwersytecie Hebrajskim w Jerozolimie (1952). W 1960 otrzymał stopień doktora na podstawie rozprawy o Mandacie Palestyny. Był profesorem studiów nad Holokaustem na Uniwersytecie Hebrajskim. W 1995 przeszedł na emeryturę.
Przez wiele lat pełnił wiele funkcji, był m.in. doradcą naukowym Instytutu Jad Waszem oraz International Holocaust Remembrance Alliance (od 2005 – Honorowy Przewodniczący).

## Nagrody i odznaczenia
Bauer zdobył uznanie za swoje badania w dziedzinie studiów nad Holokaustem oraz zapobieganiu ludobójstwom.
- 1998 – Nagroda Izraela w kategorii „historia narodu żydowskiego”, ze szczególnym wyróżnieniem jego wkładu w badania historii Holokaustu[5].
- 2001 – wybrany na Członka Izraelskiej Akademii Nauk i Humanistyki.
- 2005 – nagrodzony przez rząd Szwecji złotym medalem Illis quorum[6].
- 2008 – nagroda honorowego obywatelstwa Jerozolimy (Yakir Yerushalayim) przyznana przez miasto Jerozolima[7].

## Publikacje
- The initial organization of the Holocaust survivors in Bavaria, Jerusalem: Yad Vashem, 1970
- From diplomacy to Resistance: A history of Jewish Palestine. Philadelphia: Jewish Publication Society of America, 1970. Translated from Hebrew by Alton M. Winters.
- Flight and rescue: Brichah. New York: Random House, 1970
- They chose life: Jewish resistance in the Holocaust. New York: The American Jewish Committee, 1973
- Rescue operations through Vilna, Jerusalem: Yad Vashem, 1973
- My brother's keeper: A history of the American Jewish Joint Distribution Committee. Philadelphia: The Jewish Publication Society of America, 1974
- The Holocaust and the struggle of the Yishuv as factors in the establishment of the State of Israel. [Jerusalem]: [Yad Vashem 1976]
- Trends in Holocaust research, Jerusalem: Yad Vashem, 1977
- The Holocaust in historical perspective. Seattle: University of Washington Press, 1978
- The Judenraete: some conclusions. [Jerusalem]: [Yad Vashem, 1979]
- The Jewish emergence from powerlessness. Toronto: University of Toronto Press, 1979
- The Holocaust as historical experience: Essays and a discussion, New York: Holmes & Meier, 1981
- American Jewry and the Holocaust. The American Jewish Joint Distribution Committee, Detroit: Wayne State University Press, 1981 ISBN 0-8143-1672-7
- Jewish foreign policy during the Holocaust. New York: 1984
- Jewish survivors in DP camps and She'erith Hapletah, Jerusalem: Yad Vashem, 1984
- Antisemitism today: Myth and reality. Jerusalem: Hebrew University. Institute of Contemporary Jewry, 1985
- Antisemitism in Western Europe. 1988
- ed., Present-day Antisemitism: Proceedings of the Eighth International Seminar of the Study Circle on World Jewry under the auspices of the President of Israel, Chaim Herzog, Jerusalem 29–31 December 1985. Jerusalem: The Vidal Sassoon International Center for the Study of Antisemitism, The Hebrew University, 1988
- Out of the ashes: The impact of American Jews on post-Holocaust European Jewry. Oxford: Pergamon Press, c. 1989
- The mission of Joel Brand. 1989
- ed., Remembering for the future: Working papers and addenda. Oxford: Pergamon Press, 1989
- Jewish reactions to the Holocaust. Tel-Aviv: MOD Books, 1989
- Résistance et passivité juive face à l'Holocauste. 1989
- Out of the Ashes. Oxford, Pergamon Press, 1989
- Antisemitism and anti-Zionism—New and old. 1990
- World War II. 1990
- Is the Holocaust explicable? 1990
- La place d'Auschwitz dans la Shoah. 1990
- The Brichah: Jerusalem: Yad Vashem, 1990
- The Holocaust, religion and Jewish history. 1991
- Who was responsible and when? Some well-known documents revisited. 1991
- Holocaust and genocide. Some comparisons. 1991
- The tragedy of the Slovak Jews within the framework of Nazi policy towards the Jews in general, 1992
- Vom christlichen Judenhass zum modernen Antisemitismus—Ein Erklaerungsversuch. 1992
- On the applicability of definitions—Anti-Semitism in present-day Europe. 1993
- Antisemitism as a European and world problem. 1993
- The Wannsee "Conference" and its significance for the "Final Solution". 1993
- Antisemitism in the 1990s. 1993
- The significance of the Final Solution. 1994
- Jews for sale?: Nazi-Jewish negotiations,. New Haven: Yale University Press, October 1994
- The Impact of the Holocaust. Thousand Oaks, CA: Sage, 1996
- A history of the Holocaust. New York: Franklin Watts, 1982, 2001
- Rethinking the Holocaust. Haven, Yale University, 2001
- The Jews – A Contrary People. LIT Verlag, 2014, ISBN 978-3-643-90501-7

### Publikacje pokonferencyjne
- Menachem Z. Rosensaft and Yehuda Bauer (eds.), Antisemitism: threat to Western civilization. Jerusalem: Vidal Sassoon International Center for the Study of Antisemitism, The Hebrew University of Jerusalem, 1989. ISBN 965-222-126-0. (Na podstawie wystąpienia podczas konferencji w New York University School of Law, 27 października 1985).
- Yehuda Bauer (ed.), The danger of Antisemitism in Central and Eastern Europe in the wake of 1989–1990. Jerusalem: The Vidal Sassoon International Center for the Study of Antisemitism, The Hebrew University of Jerusalem: 1991. ISBN 965-222-242-9 (Na podstawie wystąpienia podczas konferencji 28–29 października 1990, w Jerozolimie, Izrael)